# Марта Мастърс (Д-р Хаус)
Марта М. Мастърс, Доктор по медицина, (на английски: Martha M. Masters, M.D.) е измислен персонаж от медицинската драма „Хаус“. Ролята се изпълнява от Амбър Тамблин. В българския дублаж Мастърс се озвучава от Ани Василева.